# Dorohedoro
Dorohedoro (jap. ドロヘドロ) – manga autorstwa Q Hayashidy, publikowana w latach 2000–2018. W Polsce seria ukazuje się nakładem wydawnictwa Studio JG.
Na podstawie mangi studio MAPPA wyprodukowało serial anime, który emitowano od stycznia do marca 2020. Premiera drugiego sezonu zaplanowana jest na 2025 rok.

## Fabuła
Akcja rozgrywa się w postapokaliptycznym mieście zwanym Dziurą, które jest nękane przez czarowników. Przybywają oni z innego wymiaru, by przeprowadzać na mieszkańcach makabryczne eksperymenty z wykorzystaniem magii. Historia opowiada o Kajmanie, mężczyźnie, który stracił pamięć po tym, jak jeden z czarowników przemienił jego głowę w jaszczurzą. Towarzyszy mu jego najlepsza przyjaciółka, Nikaido, z którą poluje na osoby władające magią, aby odkryć swoją prawdziwą tożsamość.

## Bohaterowie
- Kajman (jap. カイマン Kaiman)

Seiyū: Wataru Takagi 
- Nikaido (jap. 二階堂 Nikaidō)

Seiyū: Reina Kondō 
- Profesor Kasukabe (jap. 春日部博士 Kasukabe hakase)

Seiyū: Mitsuhiro Ichiki 
- Jonson (jap. ジョンソン)

Seiyū: Ryōhei Kimura 
- Vaux (jap. バウクス Baukusu)

Seiyū: Hisao Egawa 
- 13 (jap. サーティーン Sātīn)

Seiyū: Yūki Kaji 
- En (jap. 煙)

Seiyū: Kenyu Horiuchi 
- Shin (jap. 心)

Seiyū: Yoshimasa Hosoya 
- Noi (jap. 能井)

Seiyū: Yū Kobayashi 
- Fujita (jap. 藤田)

Seiyū: Kengo Takanashi 
- Ebisu (jap. 恵比寿)

Seiyū: Miyu Tomita 
- Kikurage (jap. キクラゲ)

Seiyū: Mayu Udono 
- Turkey (jap. ターキー Tākī)

Seiyū: Shin’ichirō Miki 
- Chota (jap. 鳥太 Chōta)

Seiyū: Anri Katsu 
- Matsumura (jap. 松村)

Seiyū: Tōru Nara 
- Aitake (jap. 愛茸) / Maitake (jap. 舞茸)

Seiyū: Mayu Udono 
- Chidaruma (jap. チダルマ)

Seiyū: Shigeru Chiba 
- Asu (jap. アス) / Kawajiri (jap. 川尻)

Seiyū: Hozumi Gōda 
- Tanba (jap. 丹波)

Seiyū: Tetsu Inada 
- Risu (jap. 栗鼠)

Seiyū: Songdo 
- Fukuyama (jap. 福山)

Seiyū: Takuma Terashima 

## Manga
Pierwszy rozdział Dorohedoro ukazał się 30 listopada 2000 w pierwszym numerze magazynu „Spirits Zōkan Ikki” (przemianowanym w 2003 roku na „Gekkan Ikki”), publikowanym nakładem wydawnictwa Shōgakukan. Ostatni numer czasopisma opublikowano 25 września 2014, a serię przeniesiono do zastępczego magazynu „Hibana”, gdzie ukazywała się od 6 marca 2015 do 7 sierpnia 2017, kiedy to zaprzestano dalszej publikacji magazynu. Manga została wtedy przeniesiona do „Gekkan Shōnen Sunday”, w którym ukazywała się od 10 listopada tego samego roku do 12 września 2018. Wydawnictwo Shōgakukan zebrało jej 167 rozdziałów w 23 tankōbonch, wydanych między 30 stycznia 2002 a 12 listopada 2018. 12 lutego 2020 w „Gekkan Shōnen Sunday” opublikowano czternastostronicowy rozdział specjalny.
W Polsce prawa do dystrybucji mangi nabyło wydawnictwo Studio JG, o czym poinformowano 11 lutego 2022, premiera zaś odbyła się 6 maja w trakcie Letniego Festiwalu Mangowego.

## Anime
Adaptacja w formie telewizyjnego serialu anime została ogłoszona 12 listopada 2018. Seria została wyprodukowana przez studio MAPPA i wyreżyserowana przez Yūichirō Hayashiego. Scenariusz napisał Hiroshi Seko, postacie zaprojektował Tomohiro Kishi, a muzykę skomponował R.O.N z (K)NoW_NAME. 12-odcinkowe anime było emitowane od 12 stycznia do 29 marca 2020 w Tokyo MX i innych stacjach. Prawa do dystrybucji poza Japonią nabył Netflix, serial zaś został udostępniony w serwisie 28 maja 2020. Seria sześciu 5-minutowych odcinków OVA została dołączona do drugiego wydania anime na Blu-ray, które ukazało się 17 czerwca 2020. 15 października 2020 zostały one również udostępnione w serwisie Netflix jako jeden długi pojedynczy odcinek, oznaczony numerem 13.
9 stycznia 2024 zapowiedziano powstanie sequela. Później ujawniono, że będzie to drugi sezon, którego premiera zaplanowana jest na 2025 rok.

### Lista odcinków
| №  | Tytuł | Premiera         |
| -- | --- | ---------------- |
| 1  | Kajman Kaiman (カイマン) | 12 stycznia 2020 |
| 2  | W worku na śmieci / Cicha kolacja / Czarownik z dzielnicy obok Fukuro no naka / Shokuji chū wa oshizuka ni / Tonari no machi no mahōtsukai (袋の中 / 食事中はお静かに / 隣の町の魔法使い)                                                                                         | 19 stycznia 2020 |
| 3  | Bitwa na śmierć Shisha no yoru ― Kettō!― Chūō depāto mae (死者の夜 ― 決闘！― 中央デパート前) | 26 stycznia 2020 |
| 4  | Kaczka z farszem z czarownika / Wstęp tylko w stroju galowym / Nowy rok w Dziurze Kamo no rōsuto mahōtsukai soe / Budōkai e wa seisō de okoshi kudasaimase / Yuku toshi kuru toshi in Hōru (鴨のロースト魔法使い添え / 舞踏会へは正装でおこし下さいませ / ゆく年くる年 in ホール) | 2 lutego 2020    |
| 5  | Kajman w krainie czarów Mahō no kuni no Kaiman (魔法の国のカイマン) | 9 lutego 2020    |
| 6  | Góra sezonowych grzybów / Pierwszy dym / Kanałowy żałobny raspod Kinoko no yama wa tabezakari / Hajimete no kemuri / Manhōru erejī (キノコの山は食べ盛り / はじめてのケムリ / マンホール哀歌 エレジー)                                                                            | 16 lutego 2020   |
| 7  | All Star ☆ Bejsbolowa uczta! Ōrusutā ☆ yume no kyūen (オールスター☆夢の球宴) | 23 lutego 2020   |
| 8  | Dobry dzień na pożegnanie / La la la, potworek / Lanie w pięknym stylu / Sinonocolandia wita Ī hi, tabidachi / Rarara kaijin-kun / Gōjasu & morimori / Burūnaito rando e yōkoso (いい日、旅立ち / ラララ怪人くん / ゴージャス＆モリモリ / ブルーナイト・ランドへようこそ)         | 1 marca 2020     |
| 9  | Hanakemuri / Boskie mięsne placki / Zjawia się grzyb Aa, „hana kemuri” / Sutekina mīto pai / Chin kinoko shutsugen!! (嗚呼、『花煙』 / すてきなミートパイ / 珍キノコ出現!!) | 8 marca 2020     |
| 10 | Samotny Kajman / Jeden koszmar temu / Czarcie ciastka Ronrī Kaiman / Naitomea bifō / Manjū kowai (ロンリー・カイマン / ナイトメア・ビフォー / まんじゅうコワイ) | 15 marca 2020    |
| 11 | Spotkanie przy stoisku Yatai de ai mashou (屋台で逢いましょう) | 22 marca 2020    |
| 12 | Wspomnienia z czasów szkolnych / Spotkanie = starcie! / Obietnica Omoide sukuru deizu / Bōi mītsu gāru = batoru! / Yubi kiri genman (思い出スクールデイズ / ボーイ ミーツ ガール＝バトル！ / ゆびきりげんまん)                                                                    | 29 marca 2020    |

#### OVA
| OVA | Tytuł                                                                                                 | Premiera odcinka |
| --- | --- | ---------------- |
| 1   | Różnice w maskach Kamen kakusa (仮面格差)                                                             | 17 czerwca 2020  |
| 2   | Herbaciarnia dla Ciebie Tenpo for You (店舗 for you)                                                  | 17 czerwca 2020  |
| 3   | Wiosna sługusów Shitappa seishun Graffiti (下っ端青春グラフィティー)                                  | 17 czerwca 2020  |
| 4   | Legenda o niewidzialnym gyozowróżku Anata no shiranai gyoza no kai (あなたの知らないギョーザの怪)     | 17 czerwca 2020  |
| 5   | Czarcie tańce Odoru ma no utage (オドル魔ノウタゲ)                                                    | 17 czerwca 2020  |
| 6   | Wspomnienie pachnotki przy nocnym wiaterku Yokaze ni fukarete ooba kinenbi (夜風に吹かれて大葉記念日) | 17 czerwca 2020  |